# Šolochovskij
Šolochovskij (in russo Шолоховский?) è un insediamento di tipo urbano della Russia europea meridionale situato nel distretto Belokalitvinskij dell'oblast' di Rostov.
Si trova 193 km a nord-est di Rostov sul Don e 25 km a nord-est di Belaja Kalitva.